# Geometria complexa

Uma representação da esfera de Riemann, para a qual o plano complexo estendido é mapeado

Em matemática, a geometria complexa é o estudo das variedades complexas e das funções de várias variáveis complexas. A área inclui a aplicação de métodos transcendentais à geometria algébrica, juntamente com aspectos mais geométricos da análise complexa.